# Yūji Senuma
Yūji Senuma (瀬沼 優司?, Senuma Yūji; Sagamihara, 1º settembre 1990) è un calciatore giapponese, attaccante del Sagamihara in prestito dal Tochigi.

## Palmarès

### Nazionale
- Universiadi:   1

Shenzen 2011